# Protogynie
Protogynie, nebo také proterogynie je jev u pohlavních organismů, kdy samičí orgány dozrávají dříve než samčí. Může se tak dít vždy, pak se jedná o protogynii obligatorní, nebo jen za určitých podmínek – protogynie fakultativní. 

## Protogynie rostlin

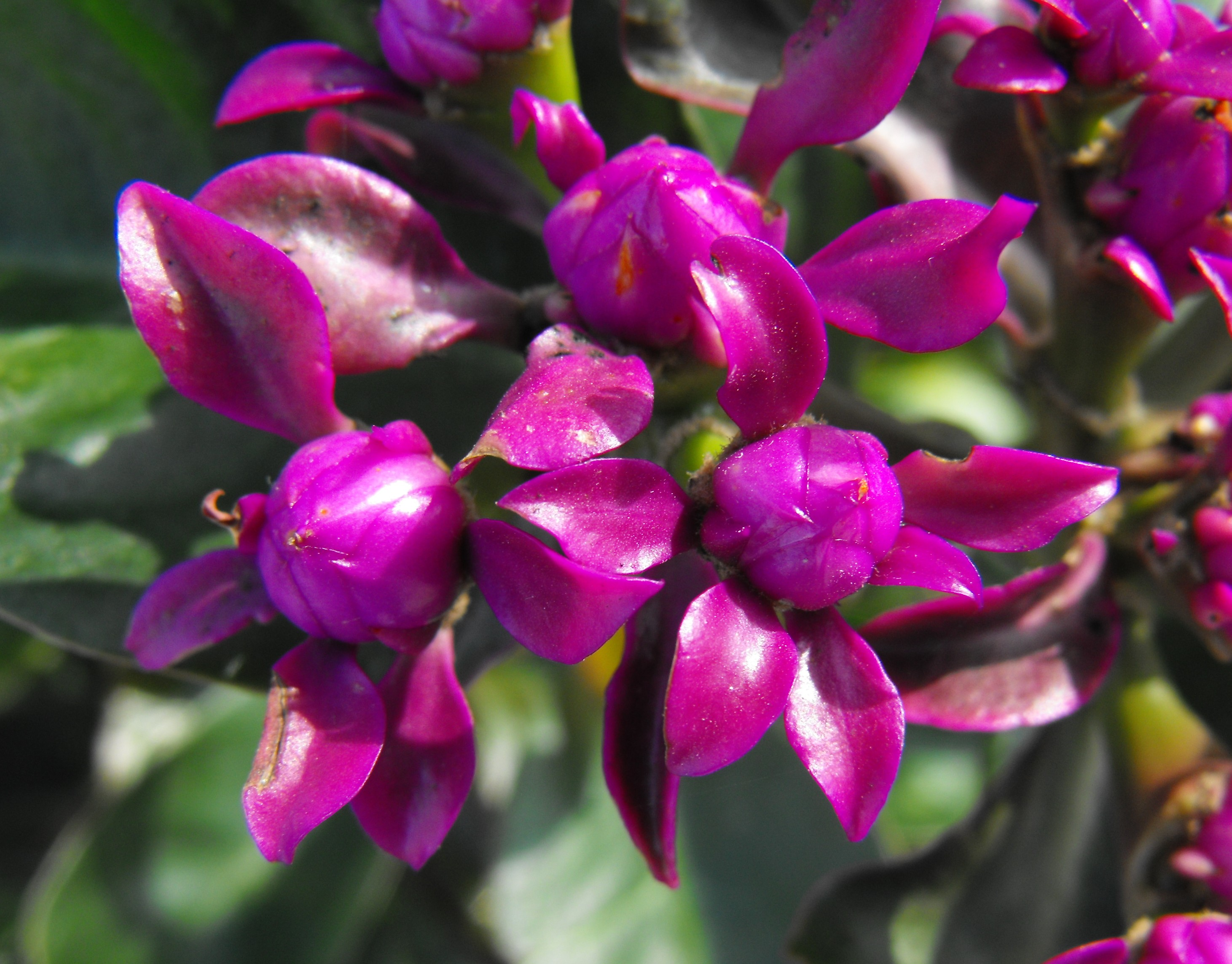
Protogynie u poupat kaktusu Pereskia grandifolia subsp. violacea

Protogynie je jev u vyšších kvetoucích rostlin, kdy pestíky dozrávají dříve než tyčinky. Český název je prvobliznost. U jednopohlavních květů kvetou dříve květy pestíkové, samičí. U oboupohlavních květů pestík dozrává dříve než tyčinky ve stejném květu. Někdy pestík dozraje ještě dříve, než dojde k rozvinutí květu, pak často málo nápadně vyčnívá z vrcholku poupěte. Protogynie se považuje za adaptaci bránící  samoopylení.

## Protogynie živočichů
jde o přednostní dozrávání samičích pohlavních buněk před samčími u oboupohlavních (hermafroditních) živočichů. Je vzácnější než proterandrie. Je hojná u plžů, mořských  hvězdic,  stejnonožců,  korýšů klepetovek. U ryb a některých obojživelníků se objevuje při změně pohlaví během jejich života. Je více známa např. u akvarijních ryb. Vzácně se objevuje u  skokana hnědého. 